# Thử nghiệm vũ khí hạt nhân
Thử nghiệm vũ khí hạt nhân là các thí nghiệm được thực hiện để xác định tính hiệu quả, năng suất và khả năng nổ của vũ khí hạt nhân. Thử nghiệm vũ khí hạt nhân cung cấp thông tin thực tế về cách thức hoạt động của vũ khí, cũng như cách phát nổ bị ảnh hưởng bởi các điều kiện khác nhau; và nhân sự, cấu trúc và thiết bị bị ảnh hưởng như thế nào khi chịu vụ nổ hạt nhân. Tuy nhiên, thử nghiệm hạt nhân thường được sử dụng như một chỉ số về sức mạnh khoa học và quân sự, và nhiều thử nghiệm đã được công khai chính trị trong ý định của họ; hầu hết quốc gia vũ khí hạt nhân đã công khai tuyên bố tình trạng hạt nhân của mình bằng phương pháp thử hạt nhân.
Thiết bị hạt nhân đầu tiên được phát nổ dưới dạng thử nghiệm của Hoa Kỳ tại địa điểm Trinity vào ngày 16 tháng 7 năm 1945, với năng suất xấp xỉ tương đương với 20 kiloton TNT. Thử nghiệm công nghệ vũ khí hạt nhân đầu tiên của một thiết bị được chế tạo, có tên mã là "Ivy Mike", đã được thử nghiệm tại đảo vòng san hô Enewetak tại quần đảo Marshall vào ngày 1 tháng 11 năm 1952 (ngày địa phương), cũng bởi Hoa Kỳ. Vũ khí hạt nhân lớn nhất từng được thử nghiệm là "Tsar Bomba" của Liên Xô tại Novaya Zemlya vào ngày 30 tháng 10 năm 1961, với sản lượng lớn nhất từng thấy, ước tính 50-58 megaton.
Năm 1963, ba (Anh, Mỹ, Liên Xô) của bốn quốc gia hạt nhân và nhiều quốc gia phi hạt nhân đã ký Hiệp ước cấm thử vũ khí hạt nhân một phần, cam kết kiềm chế thử vũ khí hạt nhân trong khí quyển, dưới nước hoặc trong không gian bên ngoài. Hiệp ước được phép thử hạt nhân dưới lòng đất. Pháp tiếp tục thử nghiệm khí quyển cho đến năm 1974 và Trung Quốc tiếp tục cho đến năm 1980. Cả hai nước đều không ký hiệp ước.
Các thử nghiệm ngầm ở Hoa Kỳ tiếp tục cho đến năm 1992 (thử nghiệm hạt nhân cuối cùng của mình), Liên Xô cho đến năm 1990, Vương quốc Anh cho đến năm 1991 và cả Trung Quốc và Pháp cho đến năm 1996. Khi ký Hiệp ước Cấm thử Hạt nhân Toàn diện vào năm 1996, các nước này đã cam kết ngừng tất cả các thử nghiệm hạt nhân; Hiệp ước chưa có hiệu lực do không được tám quốc gia phê chuẩn. Những người không ký kết Ấn Độ và Pakistan vũ khí hạt nhân được thử nghiệm lần cuối vào năm 1998. Triều Tiên đã tiến hành hạt nhân | các thử nghiệm vào năm 2006, 2009, 2013, 2016 và 2017. Vụ thử hạt nhân được xác nhận gần đây nhất Kể từ năm 2017 vào tháng 9 năm 2017 trong Bắc Triều Tiên.